# Chungmok
Chungmok (né le 15 mai 1337 et mort le 25 décembre 1348) est le vingt-neuvième roi de la Corée de la dynastie Goryeo. Il a régné du 30 janvier 1344 à sa mort.